# Bruce Crowder
Bruce James Crowder (* 25. März 1957 in Essex, Ontario) ist ein ehemaliger kanadischer Eishockeyspieler und -trainer, der im Verlauf seiner aktiven Karriere zwischen 1975 und 1985 unter anderem 274 Spiele für die Boston Bruins und Pittsburgh Penguins in der National Hockey League (NHL) auf der Position des rechten Flügelstürmers bestritten hat. Anschließend begann Crowder als Trainer im US-amerikanischen Collegebereich der National Collegiate Athletic Association (NCAA) zu arbeiten, wo er über 20 Jahre lang tätig war. Sein jüngerer Bruder Keith war ebenfalls professioneller Eishockeyspieler in der NHL.

## Karriere
Crowder verbrachte seine Juniorenzeit, nachdem er zuvor in seiner Heimatprovinz Ontario als Eishockeyspieler aktiv war, im US-amerikanischen Ausbildungssystem. Im Sommer 1975 wechselte der rechte Flügelstürmer an die University of New Hampshire, obwohl er ein Jahr zuvor auch in der Priority Selection der Ontario Hockey League (OHL) von den Kingston Canadians ausgewählt worden war. Dort spielte er parallel zu seinem Studium für die Universitätsmannschaft, die Wildcats, in der ECAC Hockey, einer Division im Spielbetrieb der National Collegiate Athletic Association (NCAA). Der Kanadier verbrachte vier Spielzeiten an der Universität, in denen er sowohl im NHL Amateur Draft 1977 in der neunten Runde an 153. Stelle von den Philadelphia Flyers aus der National Hockey League (NHL) als auch im WHA Amateur Draft 1977 in der zehnten Runde an 84. Position von den Calgary Cowboys aus der zu dieser mit der NHL in Konkurrenz stehenden World Hockey Association (WHA) ausgewählt wurde. Zudem gewann der Offensivspieler mit den Wildcats im Frühjahr 1979 die Meisterschaft der ECAC.
Zur Saison 1979/80 wechselte der Angreifer nach Abschluss seines Studiums in Erziehungswissenschaften in die Organisation der Philadelphia Flyers, wo er in den beiden folgenden Spielzeiten aber ausschließlich in der American Hockey League (AHL) beim Farmteam Maine Mariners zu Einsatzzeiten kam. Über die Saison 1980/81 hinaus boten die Flyers Crowder keinen neuen Vertrag an, sodass er im September 1981 als Free Agent ein Angebot der Boston Bruins annahm. Dort gelang ihm auf Anhieb der Sprung in den NHL-Kader Bostons, dem er die folgenden drei Jahre angehörte. Im Spieljahr 1981/82 absolvierte er an der Seite von Rick Middleton und Barry Pederson mit 40 Scorerpunkten in 80 Spielen sein erfolgreichstes Jahr in der Liga. Vor der Spielzeit 1984/85 setzten ihn die Bruins jedoch in den NHL Waiver Draft, wo ihn die Pittsburgh Penguins auswählten und damit seinen laufenden Vertrag übernahmen. Für die Penguins spielte Crowder bis Ende Januar 1985, ehe er in die AHL zum Kooperationspartner Baltimore Skipjacks geschickt werden sollte. Dem kam der Stürmer mit seinem umgehenden Rücktritt vom aktiven Sport jedoch zuvor.
Nach einer einjährigen Pause vom Eishockeysport begann Crowder zur Saison 1986/87 mit der Fortsetzung seines Studiums an der University of Maine. Zugleich betreute er die Universitätsmannschaft über einen Zeitraum von vier Jahren als Assistenztrainer und gewann mit den Black Bears im Frühjahr 1989 den Divisionstitel der Hockey East. Zur Spielzeit 1990/91 wechselte Crowder als Assistenztrainer an die University of Massachusetts Lowell und übernahm dort zur folgenden Saison seinen ersten Cheftrainerposten. Als Übungsleiter der River Hawks wurde er in den Jahren 1994 und 1996 zweimal mit dem Bob Kullen Coach of the Year Award als Trainer des Jahres der Hockey-East-Division ausgezeichnet. Zudem erhielt er 1996 auch den Spencer Penrose Award als Trainer des Jahres der gesamten NCAA. Anschließend betreute er zwischen 1996 und 2005 die Huskies, das Eishockeyteam der Northeastern University, in führender Position und wurde 1998 zum dritten Mal als Trainer des Jahres ausgezeichnet. Zur Saison 2005/06 kehrte Crowder nach fast 20 Jahren der Hockey East und NCAA den Rücken, um zwei Jahre lang an der Seite von Kevin Dineen als Assistenztrainer der Portland Pirates in der American Hockey League zu arbeiten. Danach beendete der mittlerweile 50-Jährige auch seine Karriere hinter der Bande.

## Erfolge und Auszeichnungen
| - 1979 Whitelaw-Cup-Gewinn mit der University of New Hampshire - 1989 Lamoriello-Trophy-Gewinn mit der University of Maine (als Assistenztrainer) - 1994 Bob Kullen Coach of the Year Award (Hockey East Coach of the Year) | - 1996 Bob Kullen Coach of the Year Award - 1996 Spencer Penrose Award (NCAA Coach of Year) - 1998 Bob Kullen Coach of the Year Award |

## Karrierestatistik
(Legende zur Spielerstatistik: Sp oder GP = absolvierte Spiele; T oder G = erzielte Tore; V oder A = erzielte Assists; Pkt oder Pts = erzielte Scorerpunkte; SM oder PIM = erhaltene Strafminuten; +/− = Plus/Minus-Bilanz; PP = erzielte Überzahltore; SH = erzielte Unterzahltore; GW = erzielte Siegtore; 1 Play-downs/Relegation; Kursiv: Statistik nicht vollständig)